# Invasion -インベイジョン-
『Invasion -インベイジョン-』（Invasion）は、アメリカ合衆国のSFテレビドラマ。2005年9月から2006年5月にABC系列で放送された。
日本では2006年10月1日からAXNで放送された。

## あらすじ
フロリダ州の小さな町で起きた巨大ハリケーンをきっかけに、人々が次々と水棲エイリアンに取って代わられていく。その侵略は、単に肉体を乗っ取るのではなく、記憶をも含めたクローン過程を経るため、本人たちも自分がエイリアンであることになかなか気付かない。

## キャスト
- トム・アンダーレイ（保安官）：ウィリアム・フィクナー
- ラッセル・ヴァロン（パーク・レンジャー ）：エディ・シブリアン
- マリエル・アンダーレイ（医師）：カリ・マチェット
- ラーキン・グローヴス：リサ・シェリダン
- デイヴ・グローヴス：タイラー・ラビン
- キーラ・アンダーレイ：アレクシス・ジーナ
- ジェシー・ヴァロン：エヴァン・ピーターズ
- ローズ・ヴァロン：アリエル・ゲイド
- モナ・ゴメス：アイーシャ・ハインズ

## エピソード
1. ハリケーン Pilot
2. 傷跡 Lights Out
3. ヘモグロビン Watershed
4. 保菌者 Alpha Male
5. サバイバー Unnatural Selection
6. 追跡 The Hunt
7. 通りすがりの男 Fish Story
8. 母性 The Cradle
9. もう一人の自分 The Dredge
10. 神意 Origin of Species
11. 決意 Us or Them
12. 脅迫 Power
13. 希望 Redemption
14. 思い出 All God's Creatures
15. 絆 The Nest
16. 男の正体 The Fittest
17. 未来の種 The Key
18. カンブリア爆発 Re-Evolution
19. 予感 The Son Also Rises
20. 吹き荒れる風 Run and Gun
21. 策謀 Round Up
22. 最後の波 The Last Wave Goodbye

## 放送歴
2005年8月末に発生したハリケーン・カトリーナの影響で、本作の予告編が取り下げられ、ハリケーンが全く出てこないヴァージョンに差し替えられた。
同9月21日、第1話が『LOST』の後枠である水曜夜10時枠で放送され、約1700万人の視聴者を獲得した。しかし、11月末までに約1000万人まで数字が下がったため、いったん放送が中断された。同放送枠には、すでに打ち切りが決まっていた『エイリアス』が移動した。
翌1月11日に再開されたが、1シーズン限りの打ち切りが決定した。

## 打ち切り
打ち切り決定後、The CW系列が第2シーズン以降を引き継ぐことを検討したが、製作コストがかかり過ぎるとわかり断念した。
最終話となった第22話はクリフハンガーになっている。

## 番組終了後
2006年8月、コンプリート・シリーズの北米盤DVDボックスが発売された。
本作で第32回サターン賞の最優秀テレビ男優にノミネートされたウィリアム・フィクナーは、『プリズン・ブレイク』の第2シーズン（2006年8月21日開始）より、FBI捜査官役でレギュラー出演した。
本作でレンジャー役を演じたエディ・シブリアンは、いくつかのテレビ番組のゲスト出演を経て、『CSI:マイアミ』の第8シーズンで、再びフロリダ州の「法の番人」（刑事）としてレギュラー出演した。また、2011年秋放送の『The Playboy Club』には、検察官候補の弁護士として出演した。